# حزب الاستقلال والعمل والعدالة
حزب الاستقلال والعمل والعدالة (بالفرنسية: Parti de l’indépendance, du travail et de la justice)‏ هو حزب سياسي في بوركينا فاسو. الزعيم النقابي المخضرم والأمين العام السابق لحزب الاستقلال الأفريقي سومان توري هو رئيس الحزب.
خسر حزب الاستقلال الأفريقي لتوري تسجيل اسم الحزب في يونيو 2011. في سبتمبر 2011 أسس توري حزب الاستقلال كمنصة سياسية جديدة له.
فشل الحزب في الفوز بأي مقاعد في الانتخابات التشريعية لعام 2012. وحصلت القائمة الوطنية للحزب على 8139 صوتا (0.27٪). وفي محافظة هويت حصلت قائمة الحزب على 6061 صوتا. خاض الحزب الانتخابات البلدية لعام 2012، وقدم مرشحين في 13 بلدية. حصل الحزب على 64 مقعدا. فاز الحزب بمناصب رئاسة البلدية في كارانكاسو فيجيه (مقاطعة هويت). عندما تم تنصيب رؤساء بلديات جدد في يناير 2013، احتفظ الحزب بمنصب رئيس البلدية في كارانكاسو فيجيه مع عبد الله سيمبوري كمرشح له. كان سيمبوري قد ترأس أيضًا ترشيح الحزب في مقاطعة هويت. في مارس 2013، تم تعيين زعيم الحزب ماكسيم كامبو كنائب أول لرئيس بلدية قاوا. كان الحزب قد فاز بـ 16 مقعدًا من أصل 130 في المجلس البلدي في عام 2012.